# Tosramkhola
Tosramkhola (nepalski: तोश्रामखोला) – gaun wikas samiti w środkowej części Nepalu  w strefie Dźanakpur w dystrykcie Sindhuli. Według nepalskiego spisu powszechnego z 2001 roku liczył on 341 gospodarstw domowych i 2008 mieszkańców (1029 kobiet i 979 mężczyzn).